# Mendo i Slavica
Mendo i Slavica bila je televizijska emisija za djecu, prikazivana na tadašnjem TV Zagrebu od 1958. do 1965. godine. Emisija je mozaičnoga tipa, sastavljena od filmskih i studijskih priloga. Do 1963. godine emitirala se uživo u crno-bijeloj boji. Emisija je u vrijeme prikazivanja bila iznimno popularna i smatra se jednim od najgledanijih programa u povijesti Hrvatske radiotelevizije.
Glavne zvijezde serije bili su medvjed Mendo Mendović (kojeg je tumačio Krsto Krnic) i njegova prijateljica Slavica (koju je tumačila Slavica Fila). U skečevima i dramskim prilozima, kao što su "igramo u dva – pogodi tko sam ja", "tražimo Ladonju", "profesor Fizika" itd., uz djecu i odrasle glumce sudjelovali su pjevači, plesači, žongleri i iluzionisti.
Godine 1971. objavljena je ploča koja sadrži dječje igrokaze i pjesme za djecu.

## Mendo Mendović
Uveden je u program kao Medo Medović. Izradio ga je lutkar Ante Despot, animirao ga i igrao glumac Krsto Krnic. Kako je Medo s vremenom postao prepoznatljiv po svojemu nazalnom izgovoru glasa "n", tako je i preimenovan u Mendu Mendovića.

## Ekipa
| Režija - T. Srkulj - A. Viculin - A. Marti - V. Lasta Scenarij - Mladen Bjažić – scenarist i urednik Voditelji - S. Knaflec – dječak voditelj - V. Ivanović – prva najavljivačica djevojčica Glazba - M. Brajević – glazbeni urednik | Koreografija - S. Hercigonja - M. Vikić - S. Kastl - M. Broš - M. Skorupski Scenografija - Č. Kolarić - A. Nola - Ž. Zagota Suradnici - Lj. Marinković - I. Rosić - R. Zvrko - Đ. Dević - M. Babović |